# سیلوانو مارتینا
سیلوانو مارتینا (انگلیسی: Silvano Martina؛ زادهٔ ۲۰ مارس ۱۹۵۳) بازیکن فوتبال اهل ایتالیا است.
از باشگاه‌هایی که در آن بازی کرده‌است می‌توان به باشگاه فوتبال اینتر میلان، باشگاه فوتبال هلاس ورونا، باشگاه ورزشی لاتزیو، باشگاه فوتبال تورینو، باشگاه فوتبال برشا، باشگاه فوتبال جنوآ، و باشگاه فوتبال وارزه اشاره کرد.